# Флейта (РСЗО)
РСЗО «Флейта» — белорусская реактивная система залпового огня (РСЗО), калибра 80 мм. Создана в 2019 году и предназначена для непосредственной огневой поддержки подразделений сухопутных войск и сил специальных операций, уничтожения открытой и укрытой живой силы противника, небронированной и легкобронированной техники в районе сосредоточения, поражения артиллерийских и миномётных батарей, решения других оперативных боевых задач. Пусковая установка имеет 80 направляющих для НАР С-8 (используются боеприпасы следующих типов: кумулятивно-осколочная, бетонобойная, осколочно-фугасная, проникающая, тандемная кумулятивная) и размещается на базе легкобронированного автомобиля «АСИЛАК». В состав комплекса РСЗО «Флейта» входит пусковая установка и пункт управления. Система спутникового позиционирования GPS/ГЛОНАСС. Угол обхода кабины −34…+34°. Впервые широкой публике реактивная система была представлена на параде войск минского гарнизона, приуроченного к 75-летию Победы в Великой Отечественной войне

## Шасси

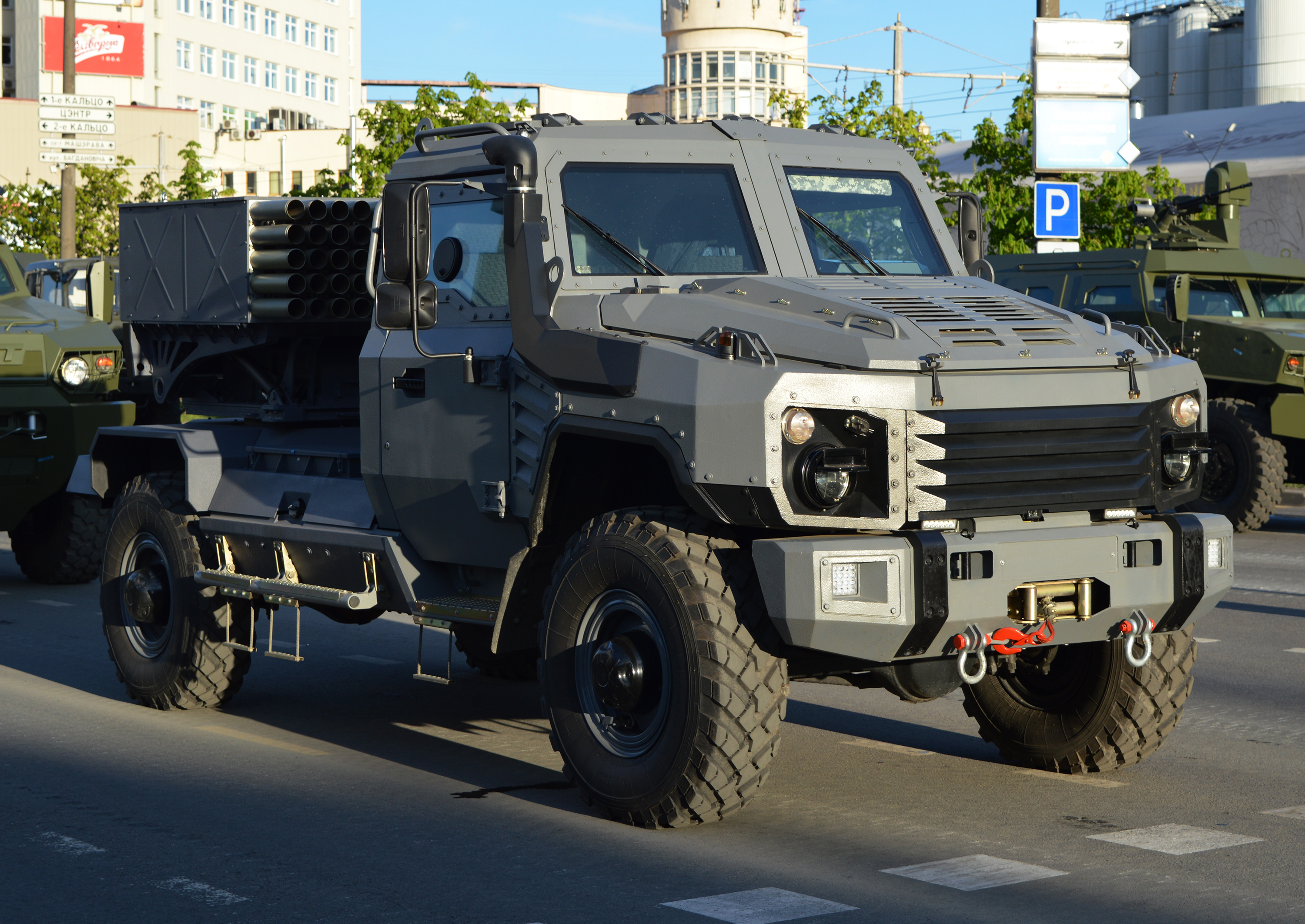
РСЗО «Флейта» на параде 9 мая 2020 года в Минске

В качестве транспортной платформы для пусковой установки РСЗО «Флейта» используется легкобронированный автомобиль «АСИЛАК» SHTS. Шасси оснащено дизельным двигателем объёмом 4,4 литра. Максимальный крутящий момент Нм 670.
В качестве транспортной базы для подвижного пункта управления РСЗО «Флейта» используется легкобронированный автомобиль «АСИЛАК» ASV. В варианте ППУ машина оснащена системами связи и управления, интегрированными в АСУ «Альянс». На установленных в ППУ мониторах в режиме реального времени отображается тактическая обстановка на поле боя, а также видеоизображение, получаемое с оптико-электронных и тепловизионных средств наблюдения и разведки. Экипаж ППУ состоит из четырёх человек — водителя, командира и двух операторов.
С учётом того, то РСЗО «Флейта» предстоит действовать на переднем крае линии фронта, одной из важных составляющих конструкции транспортной базы является защита экипажа от подрыва на минах, фугасах и обстрела из лёгкого стрелкового вооружения. С этой целью лобовая и боковая проекция машин имеют бронирование по классу STANAG 1 и STANAG 2, а частично V-образное днище способно выдержать подрыв десяти гранат типа Ф1, противопехотной мины или самодельного боеприпаса с 0,6 кг TNT.

## Вооружение

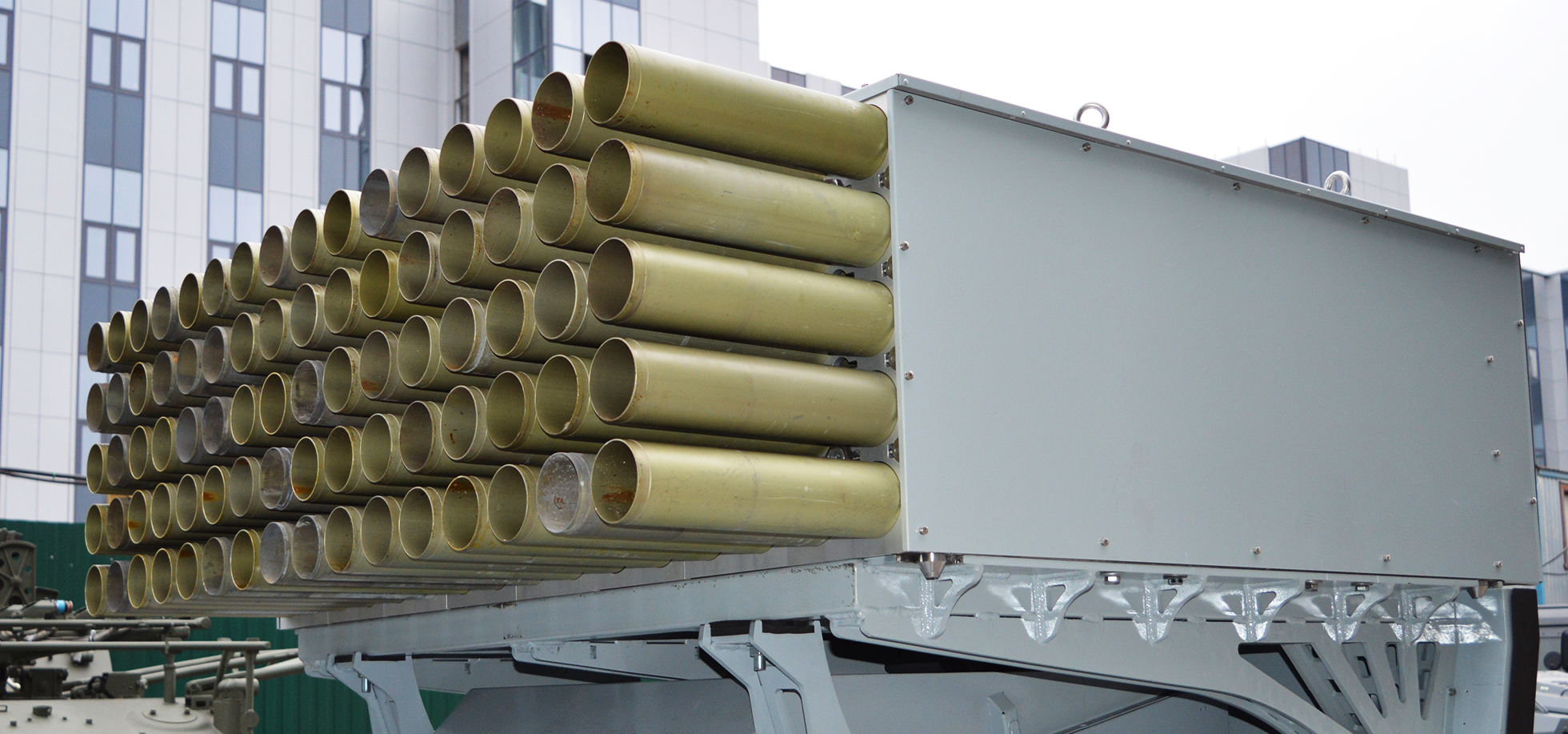
Пакет из 80 направляющих для 80-мм НАР

РСЗО оснащено пакетом из 80 направляющих, открытых с казённой части, для неуправляемых авиационных ракет (НАР) С-8 и имеет углы вертикального наклона — от 0 до +55 градусов. Угловые параметры по горизонтальному наведению составляют: 70 градусов вправо от шасси и 102 градуса — влево от шасси. Дальность стрельбы — до 5000 метров (при использовании модернизированных версий НАР, расстояние увеличивается до 11000 метров). При этом круговое вероятное отклонение ракеты в полёте составляет около 0,3 процента дальности.
Благодаря наличию в пусковой установке специальной электрической схемы возможно вести выборочную стрельбу отдельными ракетами. Боекомплект РСЗО «Флейта» в зависимости от выполняемых задач комплектуется НАР С-8 со следующими типами боевых частей: кумулятивно-осколочная, бетонобойная, осколочно-фугасная, проникающая и тандемная кумулятивная.
Изначально НАР С-8 предназначались для штурмовой и бомбардировочной авиации и в настоящее время — это один из самых распространённых в мире авиационных боеприпасов.

## Управление

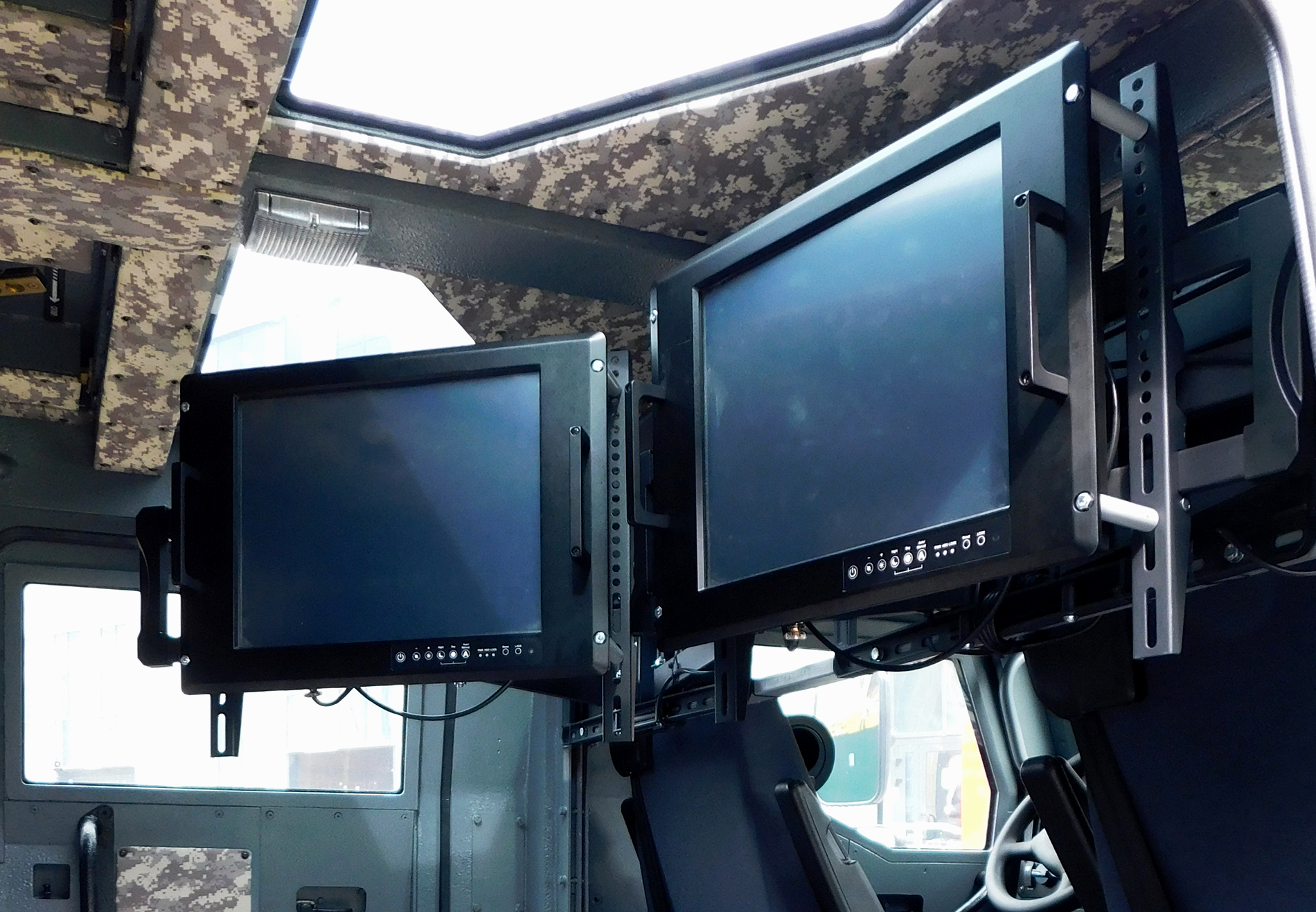
Автоматизированная система управления Альянс для РСЗО Флейта

Пусковая установка РСЗО оснащена бортовым навигационным комплексом (БНК), который позволяет рассчитать текущие координаты машины в режиме реального времени, определить угловую ориентацию пусковой установки — курс, крен, тангаж и определить параметры движения РСЗО — пройденный путь, скорость. Помимо того, БНК позволяет осуществить точную топопривязку и ориентирование на местности, а также рассчитать маршрут движения пусковой установки. Наведение пакета направляющих возможно осуществлять непосредственно из кабины «Флейты» при помощи пульта наводчика.
Автоматизированное рабочее место командира (АРМ-К) пункта управления РСЗО «Флейта» интегрировано в АСУ «Альянс» и позволяет решать метеорологические, баллистические, топогеодезические задачи, осуществлять дистанционный ввод данных полётного задания снаряда, принимать и передавать информацию по цели, а также обеспечивать ввод командиром типа и характера цели, автоматически отображать обнаруженную цель на электронной карте.
В результате применения информационных технологий, бортового навигационного комплекса и интеграции в автоматизированную систему управления войсками и оружием, РСЗО «Флейта» способна разворачиваться на местности для стрельбы всего за 60 секунд. А время подготовки к залпу занимает не более 30 секунд.